# Bellerive Acres
Bellerive Acres ist eine City, ehemals ein Village, im St. Louis County im US-Bundesstaat Missouri. Das U.S. Census Bureau hat bei der Volkszählung 2020 eine Einwohnerzahl von 191 ermittelt. Die University of Missouri–St. Louis liegt teilweise in Bellerive.

## Geographie
Die Koordinaten von Bellerive Acres liegen bei 38°42'48" nördlicher Breite und 90°18'52" westlicher Länge.
Nach Angaben der United States Census 2010 erstreckt sich das Stadtgebiet von Bellerive Acres über eine Fläche von 0,85 Quadratkilometer (0,33 sq mi). Bellerive grenzt im Norden an Cool Valley, im Osten an Normandy und im Süden an Bel-Nor und Bel-Ridge.

## Bevölkerung
Nach der United States Census 2010 lebten in Bellerive Acres 188 Menschen verteilt auf 82 Haushalte und 79 Familien. Die Bevölkerungsdichte betrug 221,2 Einwohner pro Quadratkilometer (569,7/sq mi).
Die Bevölkerung setzte sich 2010 aus 54,8 % Weißen, 43,1 % Afroamerikanern und 2,1 % mit zwei oder mehr Ethnien zusammen. Von den 82 Haushalten lebten in 24,4 % Kinder unter 18 und in 11,0 % der Haushalten lebten Personen über 65.
Von den 188 Einwohnern waren 16,0 % unter 18 Jahre, 3,6 % zwischen 18 und 24 Jahren, 12,7 % zwischen 25 und 44 Jahren, 46,8 % zwischen 45 und 64 Jahren und in 20,7 % der Menschen waren 65 Jahre oder älter. Das Durchschnittsalter betrug 54,2 Jahre und 46,3 % der Einwohner waren Männlich.

## Belege
1. ↑  Explore Census Data Total Population in Bellerive Acres city, Missouri. Abgerufen am 2. Februar 2023.
2. ↑   United States Census
3. ↑   American Fact Finder